# Menekülési kísérlet
A Menekülési kísérlet (oroszul: Попытка к бегству) Arkagyij és Borisz Sztrugackij tudományos-fantasztikus kisregénye, a Delelő Univerzum 2. része. Magyarországon a Galaktika Fantasztikus Könyvek sorozatban jelent meg 2010-ben. A kötet másik kisregénye: a Távoli Szivárvány.

## Előzmények
A történet eredetileg a Szeresd felebarátodat címet viselte, de a cenzúra ezt a Saul névvel összekapcsolva túlságosan keresztényi utalásnak értékelte. Ezután a Szeresd ellenségedet elnevezés következett, amiről meg kiderült, hogy valójában egy Nietzsche-idézet, így a szerzőknek ezt is meg kellett változtatniuk.

## Téma
A regény egyrészt azzal foglalkozik, hogy egy fejlettebb faj beavatkozhat-e egy alacsonyabb fejlettségű civilizációjú bolygón, és befolyásolhatja-e az ott élők fejlődését. Másrészt foglalkozik a fasizmus kíméletlen és kegyetlen természetével. Az alkotók rámutatnak arra is, hogy talán évszázadokba telik, amíg az emberiség legyőzi az erőszak iránti sötét szenvedélyét, mielőtt az értelem és az emberség végre felülkerekedik.

## Történet
|  | Alább a cselekmény részletei következnek! |

Két fiatalember: Anton és Vagyim 2141-ben a Pandóra bolygóra akar utazni, hogy ott tahorgvadászaton vegyen részt. Az indulás előtt találkoznak egy különös személlyel, Saul Repnyinnel, aki ráveszi őket, hogy vigyék el őt egy még felfedezetlen, ismeretlen bolygóra. A választásuk egy névtelen bolygóra esett az EN-7031 rendszerben. A hipertéren való átugrás után a Földhöz hasonló, de jéggel borított bolygón landolnak, amelyet a fiúk Saulnak neveznek el, és amelyen a kora középkor szintjén létező emberi civilizációt találnak. Itt súlyos elnyomást és hatalmas társadalmi különbségeket tapasztalnak. 
Az utazók később rábukkannak a Vándorok nyomaira is. Gépekre, amelyek végtelen oszlopa egy nyolcvan kilométeres sztrádán halad északról délre. Kihajtanak egy hatalmas, nehéz és sűrű füsttel teli kráterből, majd ismét egy hasonló kráterbe hajtanak. Az őslakók legendája szerint a gépek a világegyetem kezdete óta a bolygón vannak, és így számukra az örökkévalóság szimbólumai. A helyiek az uralkodójukat a Hatalmas és Erős Sziklaszirtnek hívják, a fénylő viadalnak, akinek lába az égen van, aki addig él, amíg a gépek véglegesen el nem tűnnek.
Az utazók hamarosan felfedeznek egy koncentrációs tábort is, ahol embertelen bánásmód közben a foglyok megpróbálják mozgásba hozni az útról eltérített gépeket. A tábor egyik őre szerint, akit Vagyiméknak sikerül elkapniuk, ők különböző okok miatt elfogott bűnözőket dolgoztatnak, akiknek az élete vagy testi épsége egy fabatkát sem ér.
Annak ellenére, hogy a földieknek különleges engedély nélkül szigorúan tilos kapcsolatot kezdeményezniük bármilyen emberi vagy idegen civilizációval, a trió tagjai megpróbálják ezt megtenni, de kudarcot vallanak, mivel félreértelmezik a kialakult helyzetet. Amit Anton és Vagyim katasztrofálisnak lát, az csak egy rutinszerű esemény a bolygó korai feudalista társadalmában.
Anton és Vagyim úgy dönt, hogy a legjobb, ha azonnal elhagyják a bolygót, és jelentik a Kapcsolattartási Bizottságnak, amit a Saulon tapasztaltak. Amikor visszaérnek a Földre Saul váratlanul eltűnik. A múltból érkezett férfi egy rövid megjegyzést hagy maga után, ami részben megmagyarázza, hogy ki volt, és hogy vissza akar térni a saját idejébe, hogy folytassa az ottani harcát.
|  | Itt a vége a cselekmény részletezésének! |

## Szereplők
- Vagyim
- Anton
- Saul; Szavel Petrovics Repnyin
- Hajra, kopjahordozó
- Kadajra, az őrség parancsnoka, a kiváló kard hordozója

## Megjelenések

### Magyarul
- Menekülési kísérlet (2 kisregény, Metropolis Media, Budapest, 2010, fordította: Weisz Györgyi)
- Menekülési kísérlet (E-könyv, Metropolis Media, Budapest, 2015, fordította: Weisz Györgyi)